# Stony Brook Reservation
Das Gebiet Stony Brook Reservation ist eine 192 ha umfassende Park- und Waldfläche im Südwesten von Boston und nordöstlich von Dedham im Bundesstaat Massachusetts der Vereinigten Staaten. Die Fläche erstreckt sich vom Stadtteil West Roxbury bis nach Hyde Park, auf die Stadt Dedham entfallen insgesamt 57.500 m². Das Gebiet gehört zum Metropolitan Park System of Greater Boston und wurde 1894 als eins von ursprünglich fünf Schutzgebieten von der Metropolitan Park Commission als solches ausgewiesen.
Die Höhe über dem Meeresspiegel im Park schwankt von 4,5 m am Mother Brook bis 103 m auf dem Bellevue Hill, der höchsten natürlichen Erhebung in Boston. Zu den möglichen Freizeitaktivitäten, denen im Park nachgegangen werden kann, zählen Angeln im Turtle Pond, Leichtathletik, Tennis, Eislaufen und Schwimmen. Durch den Park führen die Stony Brook Reservation Parkways, ein Straßensystem, das 2006 in das National Register of Historic Places aufgenommen wurde und mehrere Wanderwege sowie Mountainbike-Strecken bietet.
Im Schutzgebiet entspringt der Stony Brook.

## Geschichte
Das Konzept zur Nutzung bisher nicht erschlossener Landflächen im Großraum Boston durch ein System miteinander verbundener Parks wurde vom Landschaftsarchitekten Charles Eliot entwickelt, der bereits mit Frederick Law Olmsted zusammengearbeitet und 1893 auch die Führung in dessen Firma übernommen hatte. Eliot war hauptsächlich für die Gründung der Trustees of Reservations sowie der öffentlichen Metropolitan Parks Commission in den 1890er Jahren verantwortlich und war bestrebt, das Netzwerk von Parks auch auf die Umgebung von Boston auszudehnen.
Die ersten fünf Gebiete, die von der Metropolitan Park Commission für dieses System im Jahr 1893 erworben wurden, waren Beaver Brook Reservation, Blue Hills Reservation, Hemlock Gorge Reservation, Middlesex Fells Reservation und Stony Brook Reservation.